# Hmong-mienspråk
Hmong-mienspråk eller Miao-yaospråk är en språkfamilj i Sydostasien.  Historiskt talas språken främst i södra Kina, men under de senaste seklerna har deras talare trängts ut av hankineser och finns numera även i Laos, Myanmar, Thailand och Vietnam.  Typologiskt liknar språken de sinotibetanska språken; de har tidigare räknats dit men betraktas nu som en självständig familj.  Ibland inkluderas de bland de austriska språken.
Miao och yao är de kinesiska namnen för de två huvudgrenarna i familjen, men hmong och mien har blivit mer vedertagna namn utanför Kina.

## Klassifikation
Familjen inkluderar 35 språk.  De kan klassificeras enligt nedan:
- Hmong- (Miao-)språk                                                                                
  - ? 'Gelo'
  - Nordlig hmong 
    - Xiangxi-miao (röd miao)

  - Västlig hmong
    - Libo-miao
    - Weining-miao
    - Yi-miao
    - Egentlig hmong (inkluderar hmong njua (blå/grön miao), hmong daw (vit miao) och Magpie Miao)

  - Central hmong
    - Qiandong-miao (svart miao)
    - Longli-miao

  - Östlig Guizhou
  - Patengic
    - Pa-Hng
    - Yongcong

- Mien- (Yao-)språk
  - Biao-Jiao
  - Mian-Jin
    - Biao-Mon
    - Iu-Mien
    - Kim-Mun

  - Zaomin